# ロッケンロール
『2丁拳銃×ニブンノゴ!×加賀谷はつみ ロケバラエティ ロッケンロール』（にちょうけんじゅう ニブンノゴ かがやはつみ ロケバラエティ ロッケンロール）は、2012年4月から2014年6月に放送されていた、とちぎテレビ制作のバラエティ番組である。
2012年3月まで同時刻に放送されていた『ろっくとぅざふゅーちゃー』（旧称：Rock to the Future、以下「前番組」と表記）の後継番組である。
開始当初は5いっしょ3ちゃんねる加盟各局で同時ネットを行っていたが、2013年4月からは各局別々の放送枠で放送される。

## 概要
前番組も『ろっくとぅざふゅーちゃー』に改称後は30分間全てロケ企画で構成されていたが、本番組も同様にロケ企画を中心に構成される。番組の演出方法等も前番組とほぼ同様である。なお、前番組では2丁拳銃と共にシマッシュレコードが出演していたが、当番組からはニブンノゴ!が新レギュラーとして出演する。また、前番組で不定期出演だった加賀谷はつみがレギュラー出演することになり、2丁拳銃・ニブンノゴ!・加賀谷はつみの冠番組となった。
当番組も5いっしょ3ちゃんねる加盟局同時ネットで放送されるが、別の新番組としてリニューアルしたのは当番組及びとちぎテレビが初めてのケースである。
なお、タイトルの「ロッケンロール」は、当番組が「ロケ」番組であることと「ロックンロール」をあわせて「ロッケンロール」としたものである（初回放送より）。
出演者は全員、お揃いのデニムのつなぎを着用していて、それぞれのイメージカラーのスカーフかバンダナのようなものを首に着用している。中に着ているTシャツも各自のイメージカラー単色のもので、胸に「ロッケンロール」のタイトルロゴがプリントされている。夏場のロケの場合は、Tシャツにジーンズ姿でロケを行う。
番組初期（2012年6月頃まで）には、番組開始時（23:00）、23:15頃のCM前、番組終了時（23:30前）に、宮地が上半身裸（肉体美を見せた状態）で、それぞれの時刻にあわせた時計の人文字を行っていた。
2013年3月で同時ネットでの放送は終了し、4月以降のとちぎテレビ制作の5いっしょ3ちゃんねる同時ネット枠は『雷イチゴ』を放送することが決定している。当番組自体は2013年4月以降も継続して放送するが、各局別々の時間に放送する（ただしテレビ埼玉（テレ玉）・東日本放送はネット打ち切り）。

## 出演者
前番組と異なり、当番組では特に決まったMCは設けていないが、修士か加賀谷が進行することが多い。
- 2丁拳銃（前番組にも出演）
  - 川谷修士（イメージカラー：■赤）
  - 小堀裕之（イメージカラー：■黄色）
- ニブンノゴ!
  - 宮地謙典（イメージカラー：■紫）
  - 森本英樹（イメージカラー：■緑）
  - 大川知英（イメージカラー：■青）
- 加賀谷はつみ（前番組にも出演、イメージカラー：■ピンク）
本業のシンガーソングライターとしての活動のため、2012年11月29日放送よりロケ企画への出演は不定期となっている。ロケ企画に参加しない場合は、番組のエンディングでシンガーソングライターとしての活動の様子が伝えられる。
- DJ Kei（菊池元男）（ナレーター、前番組および『雷イチゴ』にも出演）

## 主な企画
基本的には毎週異なる企画（全て栃木県内でのロケ）を行っているが、一部に定番化している企画がある。ただし、サブタイトルに「ロケバラエティ」とあるにもかかわらず、「雨でロケができなかった」などという理由をつけて、時折とちテレ本社内（室内）で収録することもある。このことに対し、2012年9月27日放送で宮地が「ロケバラエティなのに室内でやっていることがあるとウィキペディアに書かれている」とも発言している。

### トチベガス
タイトルは「栃木県」と「ラスベガス」をあわせた造語。栃木県内の商店街を舞台とした2択クイズ対決である。初回（2012年6月21日・28日、宇都宮市のオリオン通り）では「ラスベガス」さながらにメダルをベットするものであった。しかし、小堀が出題した素人がうっかり答えを言ってしまうハプニングがあり、小堀がメダル0枚になり途中で失格。救済措置がなくゲーム離脱（他の5人のゲームをただ見ているだけの状態）を余儀なくされた。その後は回により若干ルールを変えているが、基本的な流れは以下のとおり。
1. レギュラー6人の中から、1人「親」を決める
2. 「親」となった人は、舞台となる商店街で何か適当な2択クイズを作る。クイズは看板などに書かれているものを当てるものや、店員や通行人に協力してもらってその人に関する問題などがある。
3. 他の5人は、「親」が出題した2択クイズに回答する
4. 正解すると何かしらのポイント・特典がつき、不正解だと何もないかポイント減点になる
5. これを、6人全員が「親」になるまで1巡する

### ピッタリレシート
栃木県内にある店舗やレストランで買い物や食事をして、そこで精算したレシートの長さが30センチメートルに近づくようにするゲーム。基本的な流れは以下のとおり。
1. レギュラー6人を、2人ペア（3組）に分ける
2. 最初に、スタッフから1品だけ買い物（食事）したレシートが見せられる。ただし具体的な長さは示されないので、各組は長さがどれくらいかも推理する必要がある。
3. レシートの長さが30センチメートルに近づくように買い物（食事）をする。回によっては金額の上限が設定される場合もある。また、買い物（食事）の品数もそうだが、店舗によっては割引サービスやTポイントがつく場合があるため、そこでのポイント残高や説明文などがどれくらいの長さになるかもレシートの長さに影響する。
4. 買い物が終わったら3組のレシートの長さを計測する。
5. 最も30センチメートルから遠かったレシートの組は、罰ゲームとして3組全ての買い物（食事）代を自腹で支払う。

### ミッショントーク!!
とちテレスタジオ内で行う企画。1人がトークをするコーナーだが、与えられた「ミッション」を遂行しながらトークしなければならない。基本的な流れは以下のとおり。
1. 1人が、トークのお題を選ぶ。
2. 他の5人は、トークしながらやってもらう「ミッション」（いわゆる「無茶振り」）を1人1個紙に書き、抽選箱に入れる。
3. トークする人は、抽選箱の中から1枚を選び、選ばれた「ミッション」を行いながらトークしなくてはならない。
4. これを、6人全員で1巡する

## 放送局と放送時間

### 5いっしょ3ちゃんねる同時ネット時代（2012年4月 - 2013年3月）
| 放送対象地域 | 放送局                          | 放送期間                       | 系列                           | 放送日時                          | 備考                                                                                      |
| ------------ | ------------------------------- | ------------------------------ | ------------------------------ | --------------------------------- | ----------------------------------------------------------------------------------------- |
| 栃木県       | とちぎテレビ （GYT） （制作局） | 2012年4月5日 - 2013年3月28日   | JAITS （5いっしょ3ちゃんねる） | 木曜 23:00 - 23:30 （同時ネット） | 再放送は日曜23:15 - 23:45                                                                 |
| 群馬県       | 群馬テレビ （GTV）              | 2012年4月5日 - 2013年3月28日   | JAITS （5いっしょ3ちゃんねる） | 木曜 23:00 - 23:30 （同時ネット） |                                                                                           |
| 埼玉県       | テレビ埼玉 （TVS）              | 2012年4月5日 - 2013年3月28日   | JAITS （5いっしょ3ちゃんねる） | 木曜 23:00 - 23:30 （同時ネット） |                                                                                           |
| 千葉県       | 千葉テレビ放送 （CTC）          | 2012年4月5日 - 2013年3月28日   | JAITS （5いっしょ3ちゃんねる） | 木曜 23:00 - 23:30 （同時ネット） |                                                                                           |
| 神奈川県     | テレビ神奈川 （tvk）            | 2012年4月5日 - 2013年3月28日   | JAITS （5いっしょ3ちゃんねる） | 木曜 23:00 - 23:30 （同時ネット） |                                                                                           |
| 宮城県       | 東日本放送 （KHB）              | 2012年4月9日 - 2013年3月25日   | テレビ朝日系列                 | 月曜25:56 - 26:26                 | 4日遅れ 5いっしょ3ちゃんねる同時ネット最終回の1つ前の回（「他力本願バトル」後編）で終了。 |
| 北海道       | 札幌テレビ （STV）              | 2012年10月15日 - 2013年3月31日 | 日本テレビ系列                 | 日曜25:50 - 26:20                 | 3日遅れ                                                                                   |

### 2013年4月以降放送分
5いっしょ3ちゃんねる加盟局のうち、テレ玉を除く4局で放送する。東日本放送もテレ玉同様打ち切るが、札幌テレビは継続して放送する。
| 放送対象地域 | 放送局                          | 放送期間                      | 系列                           | 放送日時           | 備考 |
| ------------ | ------------------------------- | ----------------------------- | ------------------------------ | ------------------ | --- |
| 栃木県       | とちぎテレビ （GYT） （制作局） | 2013年4月4日 - 2014年6月26日  | JAITS （5いっしょ3ちゃんねる） | 木曜 24:00 - 24:30 | 再放送は日曜23:45 - 24:15 |
| 群馬県       | 群馬テレビ （GTV）              | 2013年4月7日 - 2014年6月29日  | JAITS （5いっしょ3ちゃんねる） | 日曜 21:30 - 22:00 | 3日遅れ |
| 神奈川県     | テレビ神奈川 （tvk）            | 2013年4月15日 - 2014年3月24日 | JAITS （5いっしょ3ちゃんねる） | 月曜 25:30 - 26:00 | 4日遅れ 2013年4月4日にとちぎテレビで放送された「ミッショントーク」の回は欠番扱い（4月8日の放送なし）。 2014年3月でネット打ち切り。          |
| 千葉県       | 千葉テレビ放送 （CTC）          | 2013年4月8日 - 2014年6月30日  | JAITS （5いっしょ3ちゃんねる） | 月曜 25:30 - 26:00 | 4日遅れ 2013年4月1日は、3月28日放送分（5いっしょ3ちゃんねる同時ネットの最終回）の再放送で穴埋め。2013年4月-12月は月曜 26:00 - 26:30に放送。 |
| 北海道       | 札幌テレビ （STV）              | 2013年4月7日 - 2014年7月13日  | 日本テレビ系列                 | 日曜25:50 - 26:20  | 3日遅れ 特別番組放送などにより、遅れが数週広がっている。                                                                                    |

### 放送時間変更の対応
- 2012年11月1日放送分（「ミッショントーク!!」の第2弾）は、当初は通常通り放送予定であった。しかし、当初10月27日-31日まで放送予定だった「第65回秋季関東地区高等学校野球大会ダイジェスト〜ROAD TO センバツ〜」が、28日の雨天中止により急遽1日に放送されることになり、急遽各局で下記の様に変更した。
  - 群馬テレビ → 15時30分から（通常より7時間30分早い） ※本放送を昼間に放送するのは、5いっしょ3ちゃんねる同時ネット番組では初の事例
  - とちぎテレビ（制作局） → 23時30分から（通常より30分遅れ）
  - 千葉テレビ → 24時00分から（通常より1時間遅れ）
  - テレビ神奈川 → 24時30分から（通常より1時間30分遅れ）
  - テレビ埼玉 → 26時10分から（通常より3時間10分遅れ）